# Paulinum
Le Paulinum - Auditorium et église universitaire de Saint Paul, en allemand Paulinum – Aula und Universitätskirche St. Pauli - est un bâtiment de l'Université de Leipzig situé place Augustusplatz, à Leipzig en Allemagne. Le bâtiment est construit entre 2007 et 2017 sur les plans de l'architecte néerlandais Erick van Egeraat à l'endroit où l'église Saint-Paul du XIIIe siècle qui avait survécu à la Seconde guerre mondiale, fut détruite à l'explosif par les autorités est-allemandes le 30 mai 1968. Bâtiment universitaire, le Paulinum réunit sous son toit à la fois des instituts scientifiques et l'église universitaire. L'auditorium peut être séparé de celle-ci par une cloison en verre transparent.
Le bâtiment est achevé en en 2017, les coûts s'élevant à un total de 117 millions d'euros, le double du plan initial. L'Augusteum adjacent est utilisé depuis l'été 2012. L'inauguration officielle du Paulinum a lieu du 1er au 3 décembre 2017 à l'occasion du 608e anniversaire de l'Université de Leipzig.

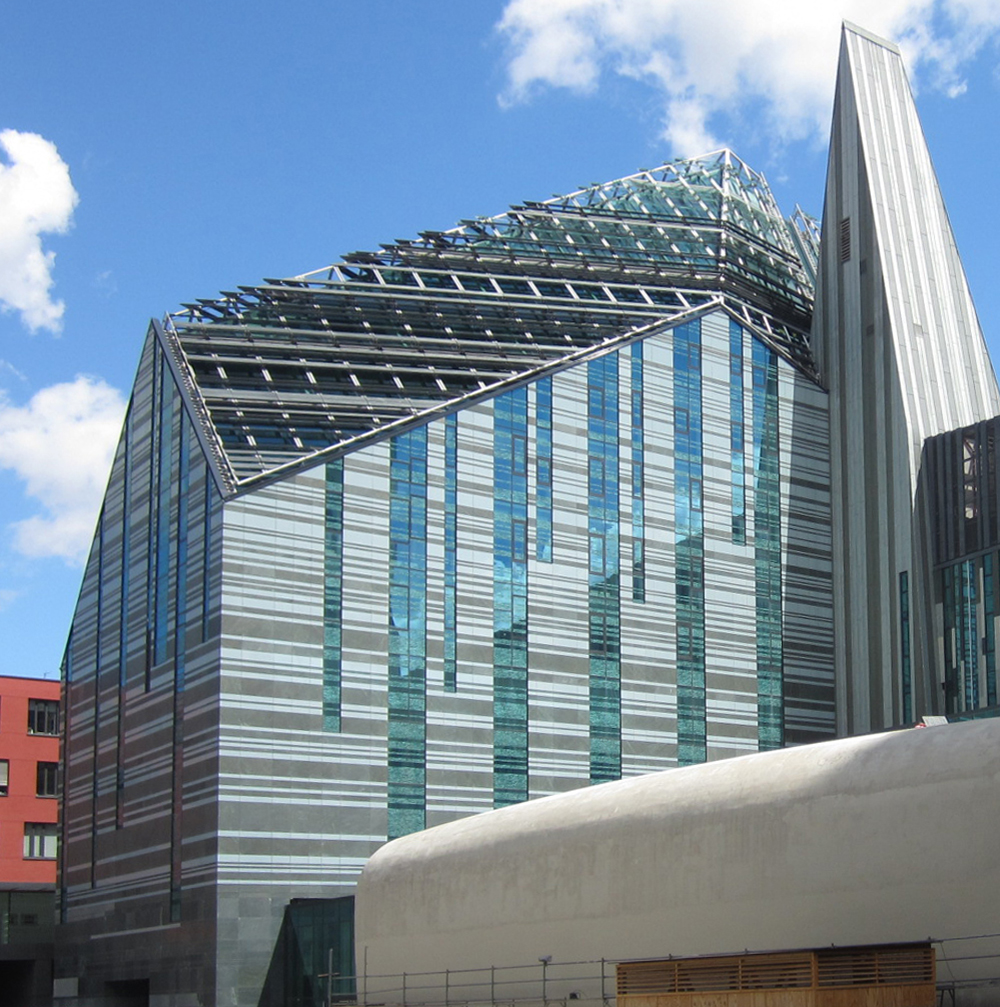
Façade arrière, toit et clocher.
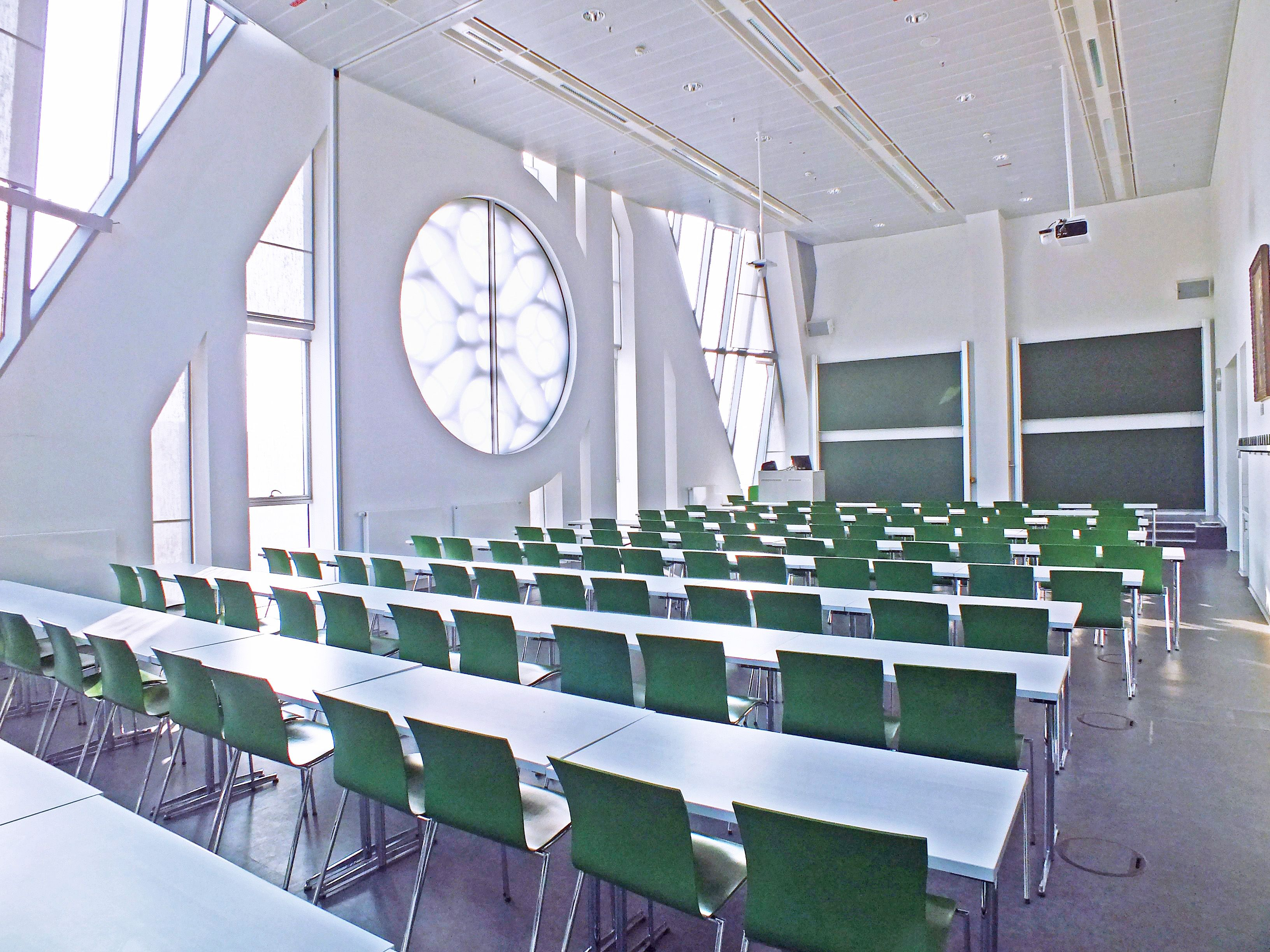
L'auditorium.
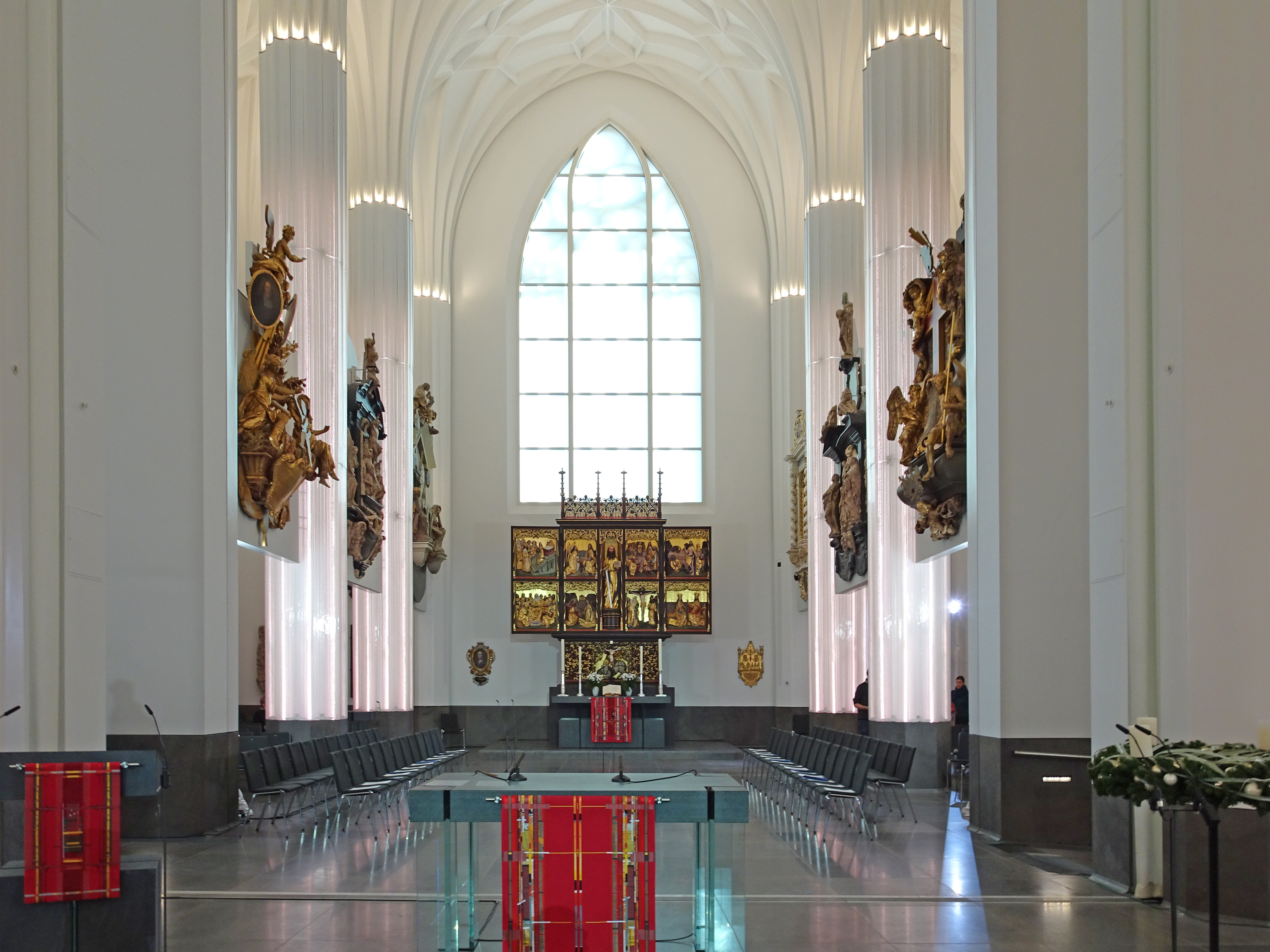
Vue intérieure vers l'autel.
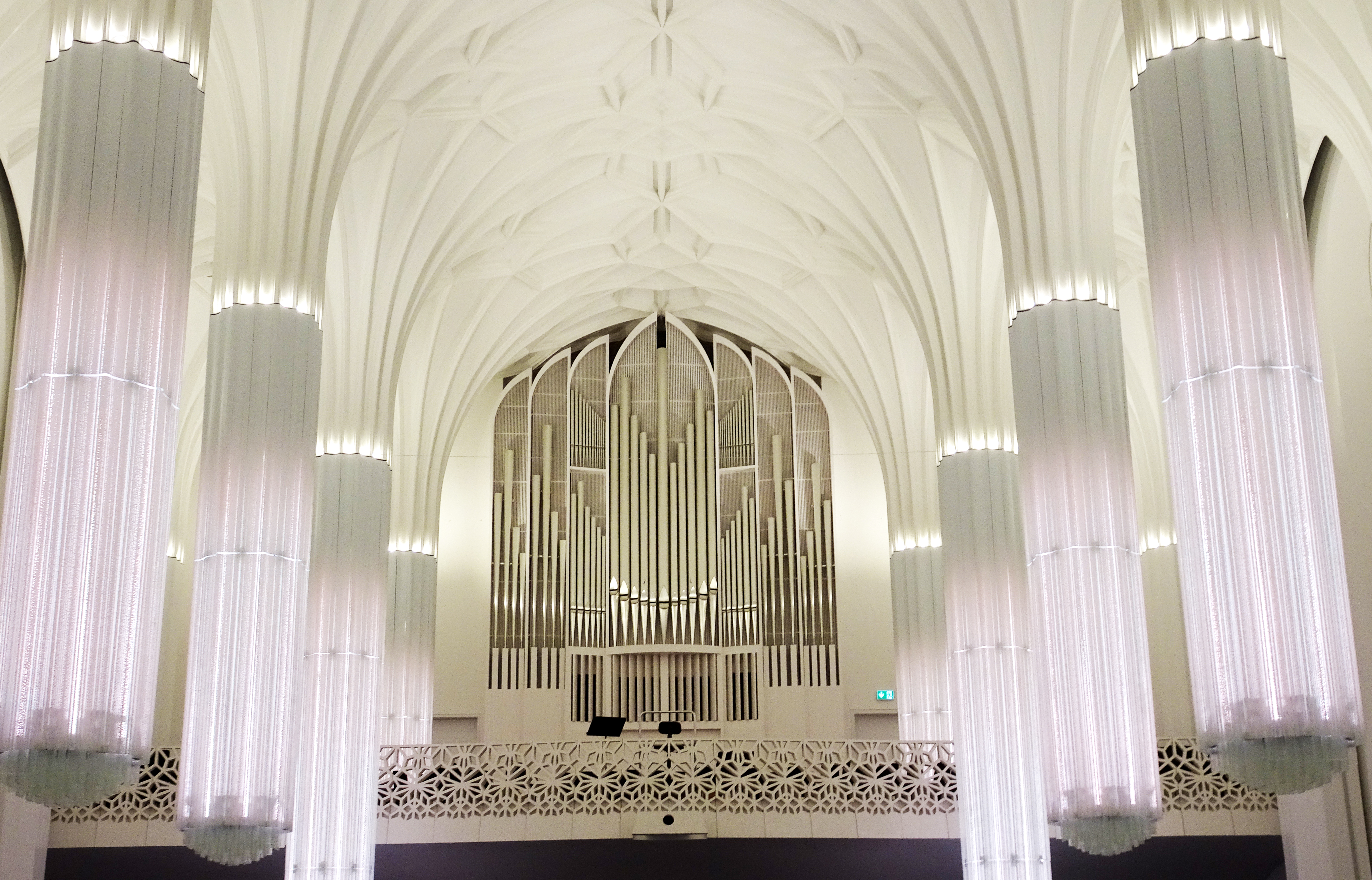
L'orgue.